# Henri Houben (kunstschilder)
Henri Houben (Antwerpen, 1858 – aldaar, 1931) was een Belgisch kunstschilder.

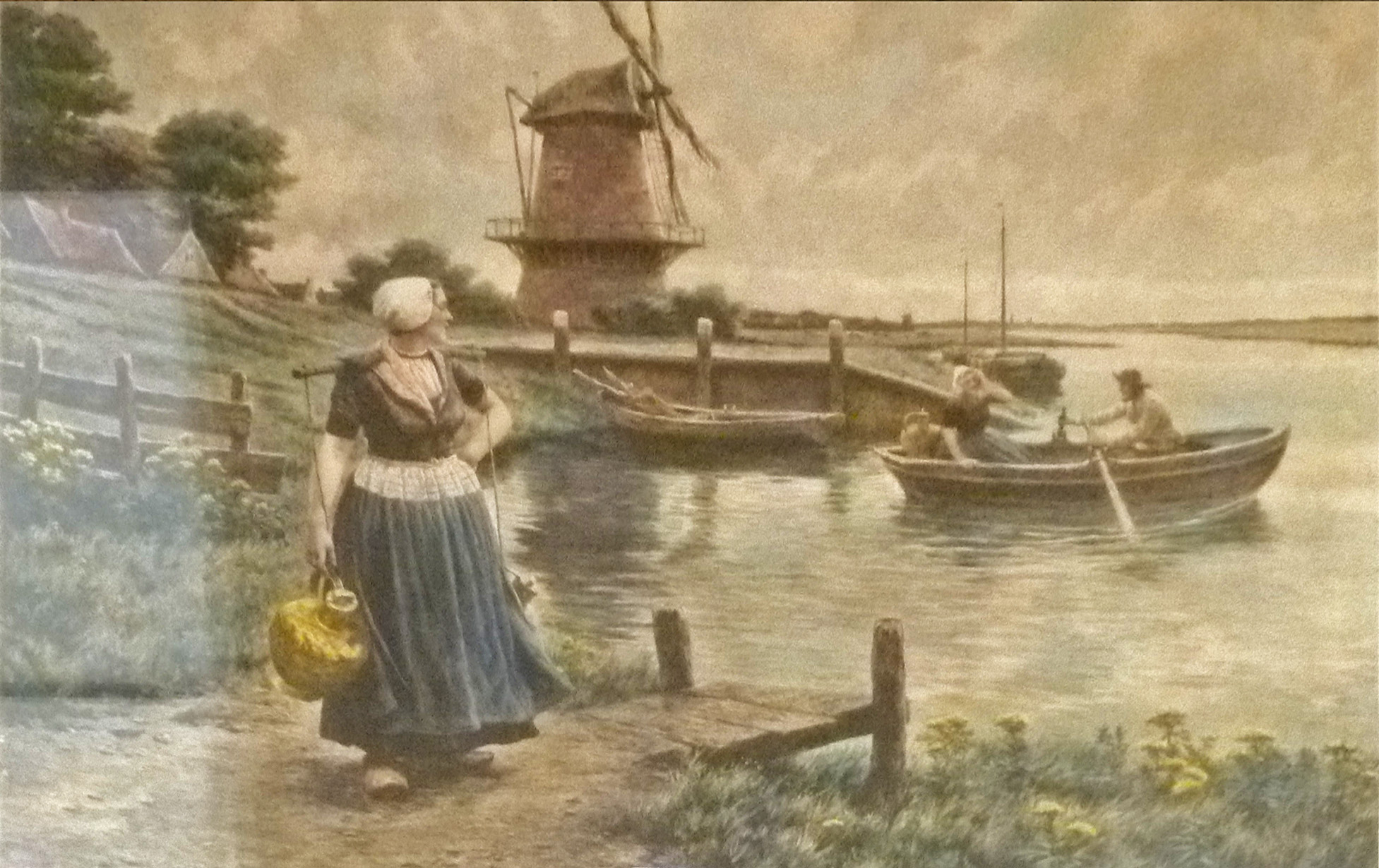
"Hollands melkmeisje"

## Levensloop
Hij volgde een opleiding tot violist maar de schilderkunst haalde toch de bovenhand. Hij was leerling aan de Academie van Antwerpen waar hij onder meer Karel Verlat als professor had.
Hij was medewerker van Verlat bij het realiseren van twee panoramaschilderijen, waarvan één bestemd voor Moskou (“Défilé van het Russisch leger”) (1888). Het andere was een “Slag bij Waterloo”.
Hij realiseerde decoratieve schilderijen naar ontwerpen van Albrecht De Vriendt in de traphal van het Antwerpse Stadhuis. In 1885 werd hij zelf professor aan de Antwerpse Academie.
In eigen land werkte hij vooral in het Antwerpse en in de Kempen (voornamelijk de omgeving van Malle en Geel). Houben reisde in Italië en in Spanje maar had een voorkeur voor Nederland, vooral dan het maritieme Holland en Zeeland. Hij werkte in Katwijk, Middelburg, Volendam, Veere, Vlissingen, Sluis en Yerseke. In Volendam logeerde hij meermaals in het beroemde Hotel Spaander, gekend logeeradres van kunstenaars. Zijn Spanjereis was in 1921 in het gezelschap van de jongere kunstschilder Jan Van Puyenbroeck.
Houben ligt begraven op het Schoonselhof in Antwerpen.

## Oeuvre
Houben schilderde portretten, lichtvoetige mythologische taferelen, landschappen met vee en koewachtsters  en genretaferelen. Zijn taferelen met vissers en marktscènes zijn realistisch maar niet naturalistisch. Het aandachtspunt ligt op het pittoreske, versterkt door de klederdrachten (die toen echter nog heel gewoon waren).
Een heel speciaal schilderij is een drieluik met schijnbaar aansluitende landschappen waarin telkens de toren van respectievelijk Middelburg, Vlissingen en Veere in verwerkt zijn.
Hij maakte vijf etsen ter illustratie van "Les pittoresques" van Georges Eekhoud.

## Tentoonstellingen
- 1914, Antwerpen, Salle Forst (individueel)
- 2007, As, Sint-Aldegondiskerk (retrospectieve)

## Musea en verzamelingen
- Eindhoven, Museum Kempenland
- Enkhuizen, Zuiderzeemuseum : “Steelse blikken”, “Portret van een Volendammer”
- Verviers, Museum
- Malle, Gemeentehuis (“De Engelenkapel te Malle”)
- Verz. Belgische Staat